# Sztepancminda
Sztepancminda (kvartéli írással: სტეფანწმინდა), korábbi nevén Kazbegi (ყაზბეგი) kisváros Grúzia északkeleti részén, Mcheta-Mtianeti régióban. Történelmileg és néprajzilag a település a Hevi tartomány része. A Kazbegi önkormányzat központja.

## Földrajz és éghajlat

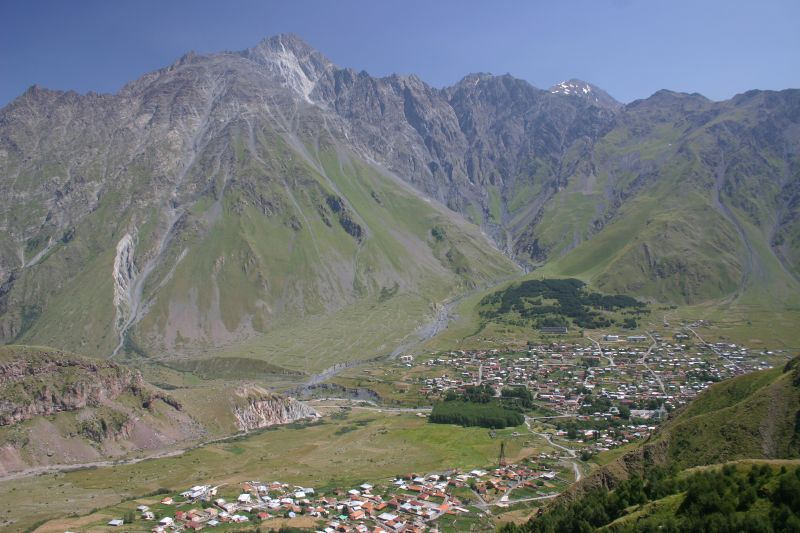
Sztepancminda látképe

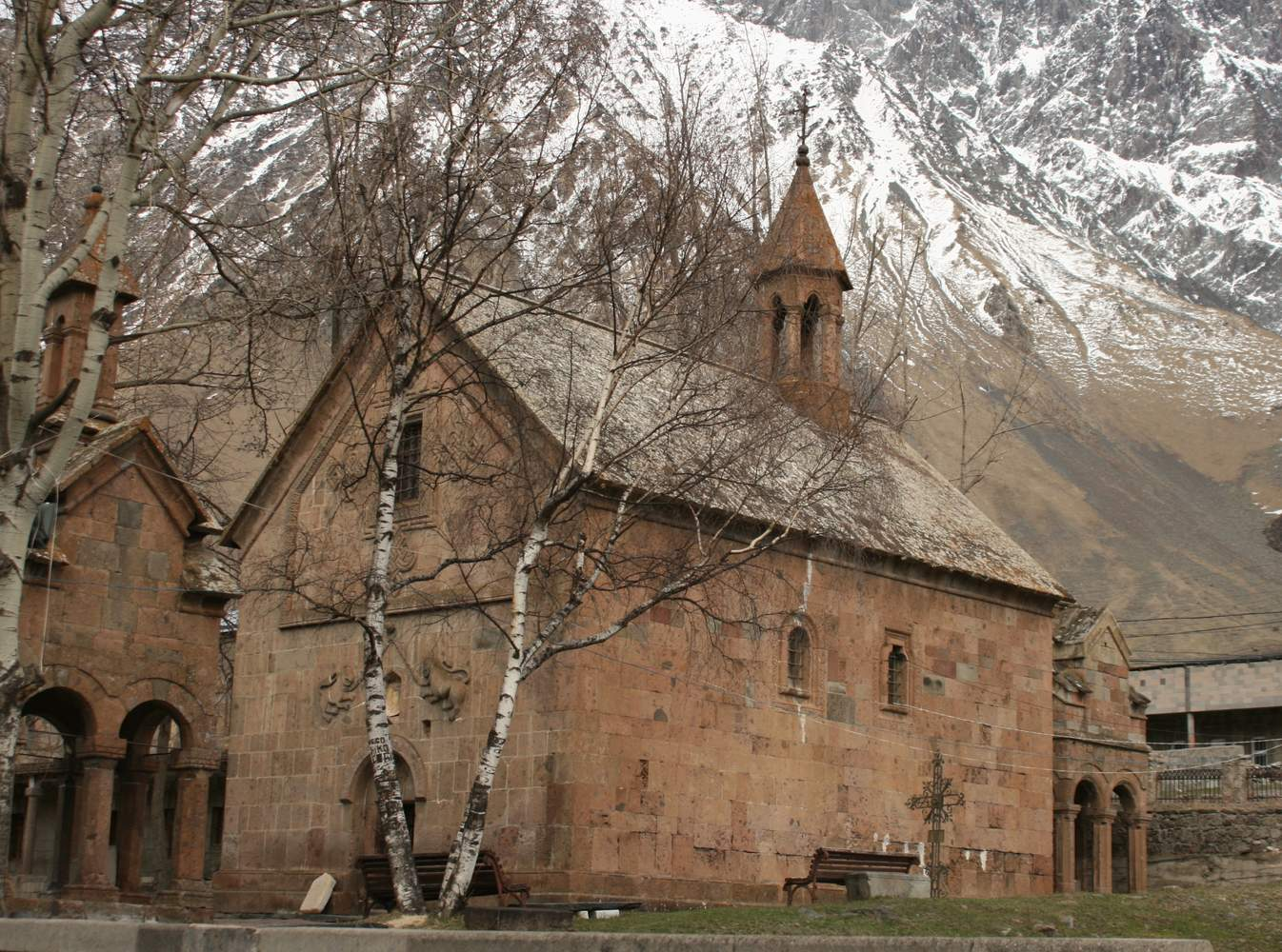
Sztepancminda, Szt. Miklós templom

A város a Tyerek folyó partján fekszik, Tbiliszitől 157 km-rel északra, 1740 méter tengerszint feletti magasságban.
Sztepancminda éghajlata mérsékelten nedves, viszonylag száraz, hideg telekkel, hosszú és hűvös nyarakkal. Az átlagos éves hőmérséklet 4,9 Celsius fok. Január a leghidegebb hónap, átlagos hőmérséklete –5,2 Celsius fok, míg júliusban a legmelegebb hónap átlagos hőmérséklete 14,4 Celsius fok. Az abszolút minimális rögzített hőmérséklet -34 Celsius fok és az abszolút maximum 32 Celsius fok.
Sztepancminda éves átlagos csapadékmennyisége 790 mm. A települést mindenütt nagy hegyek veszik körül. A régió legjelentősebb hegye, a Kazbek hegy, közvetlenül a település nyugati oldalán fekszik. A második legjelentősebb csúcs, Mt. Shani 4451 méter magasan emelkedik a tengerszint felett, 9 kilométerrel Sztepancmindától keletre.
Sztepancmindától 10 kilométerre található a híres Darjal-szoros (Darial Gorge).

## Története
A hagyomány szerint a Sztepancmindát Stephan grúz ortodox szerzetes után nevezték el. A település a Tbiliszi és Vlagyikavkaz között kiépített egykori grúz hadiút mentén fekszik. A térség később a Csopikasvili klán irányítása alá került, akik a 18. század végén felelősek voltak az utazók utazásának biztonságáért. Az orosz birodalomnak Grúziában a 19. század elején bekövetkezett kiterjesztése után a régió népe fellázadt az orosz uralom ellen. Azonban a helyi úr, Gabriel Csopikasvili, Kazi-Beg fia szilárdan  megmaradt az Oroszország iránti lojalitásában, és segített megszüntetni a lázadást. Viszonzásul az orosz hadsereg tisztje lett. Kazi bég (Kazbegi) neve után az ő irányítása alatt álló falut gyakran Kazbeginek is nevezték, majd 1925-ben a szovjetek alatt hivatalosan is Kazbeginek nevezték el a települést. Gabriel Csopikasvili-Kazbegi unokája Alexander Kazbegi híres grúz író volt, aki ebben a városban született. Később, 2006-ban a város visszatért eredeti, Sztepancminda nevéhez.
Sztepancminda a Nagy-Kaukázus hegyvidéki tájaként ismert, és a túrázás és a hegymászás központjaként ismert.

## Nevezetességek
- Kazbegi Múzeum
- Néprajzi Múzeum
- Gergeti Szentháromság-templom (a városon kívül)
- Kazbegi Természetvédelmi Területek alpesi rétjei és erdei
- Természetes ásványvizek
- Kazbeki hegymászás
- Gleccserek

## Galéria

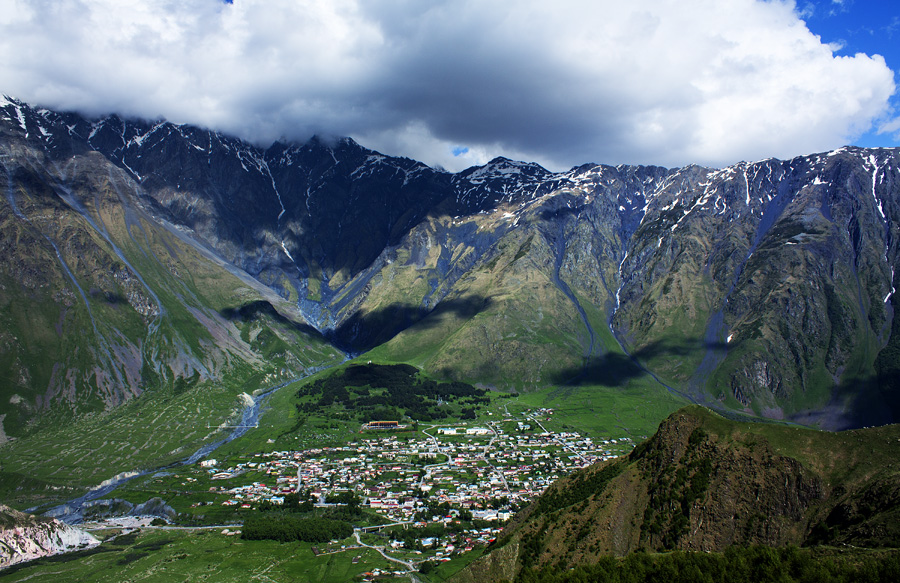
Sztepancminda látképe
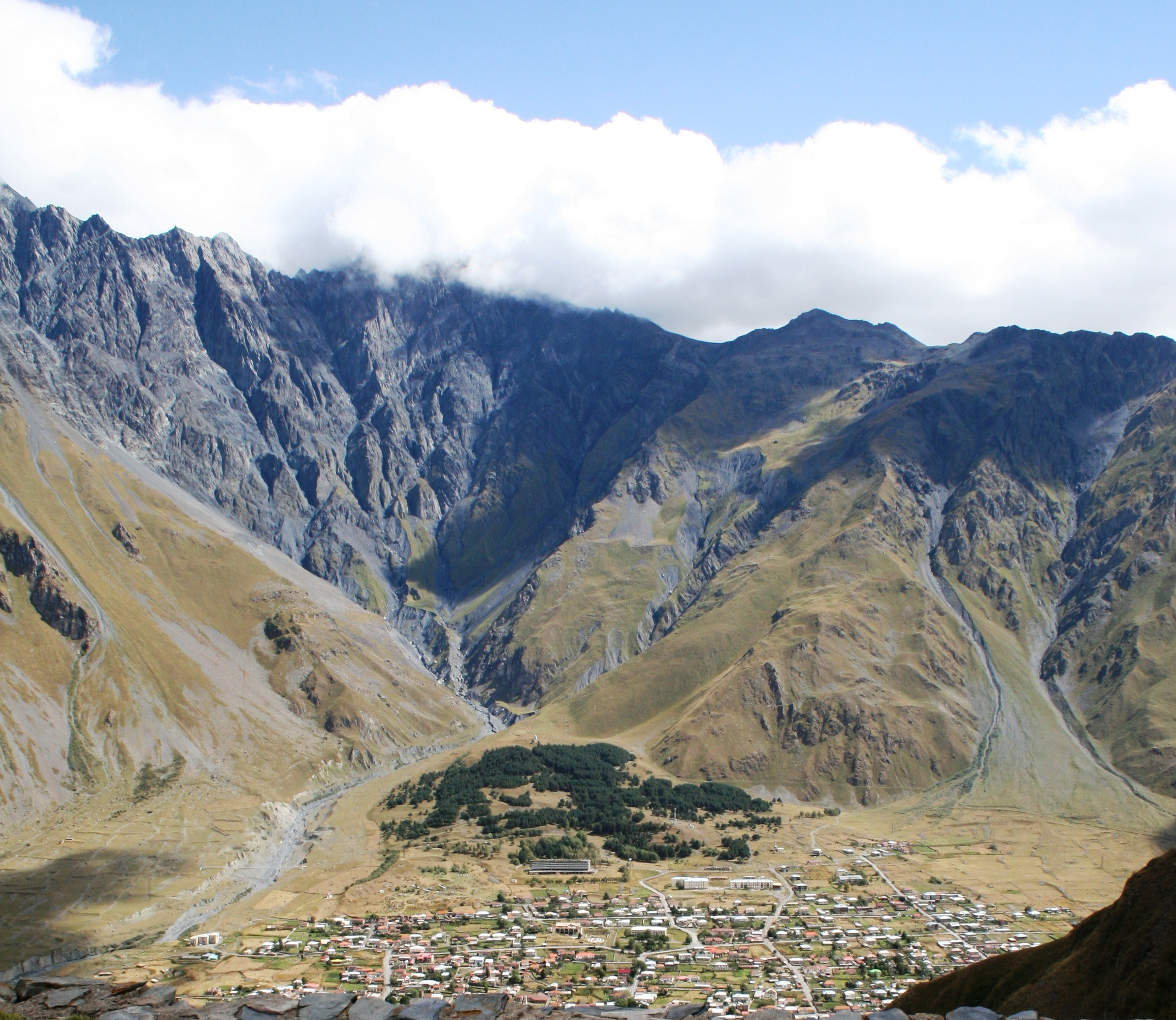
Sztepancminda környéke
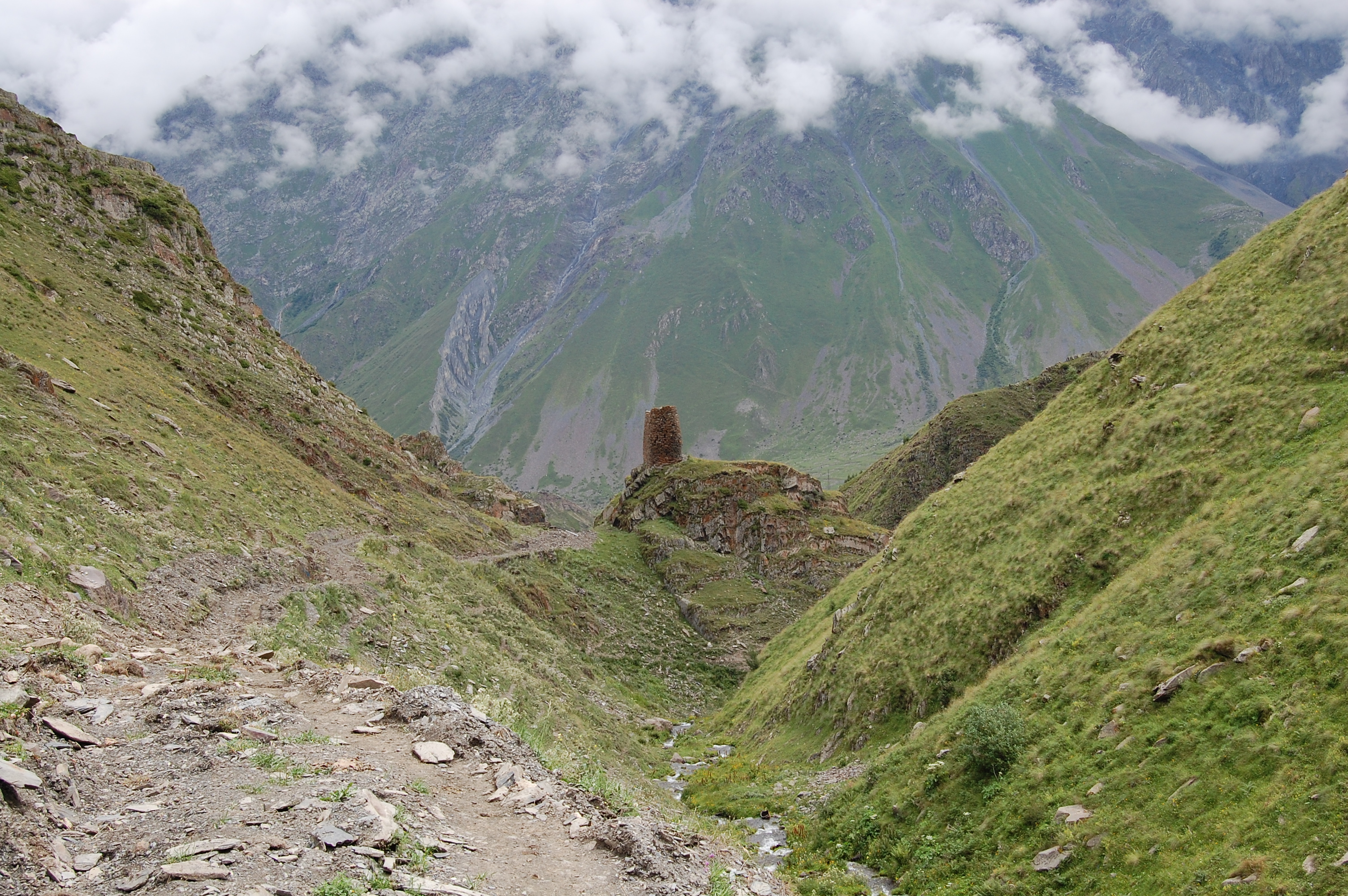
Régi torony látképe a hegyekkel
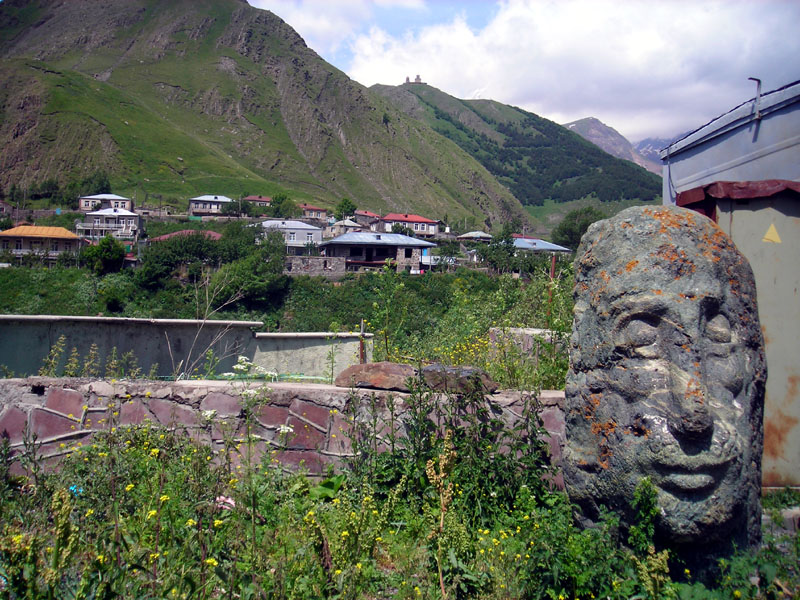
Városrészlet
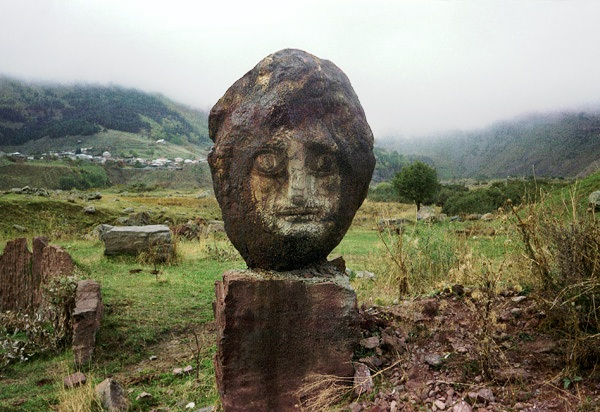
Titokzatos fej az út mentén
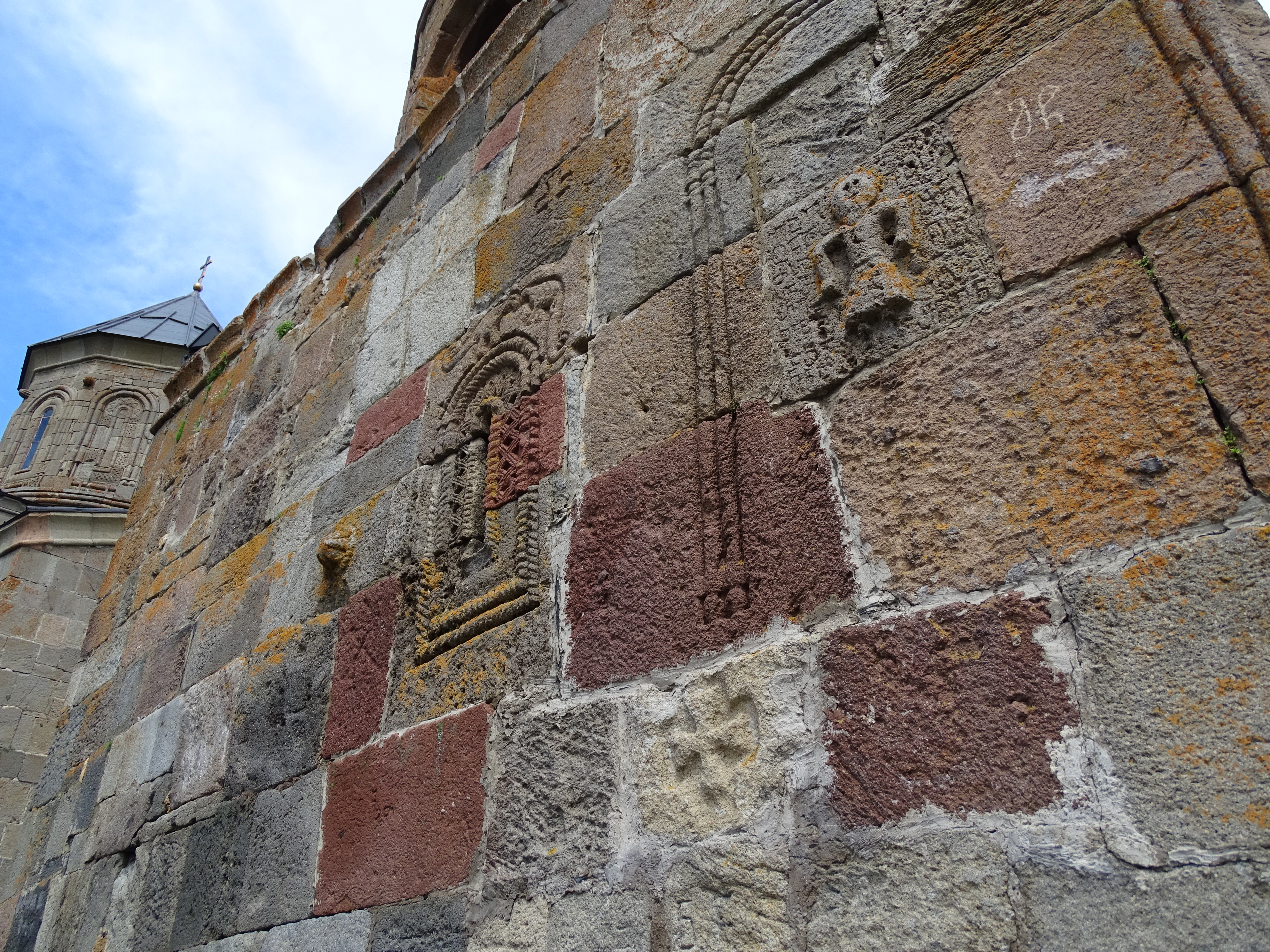
A Gergeti Szentháromság-templom részlete
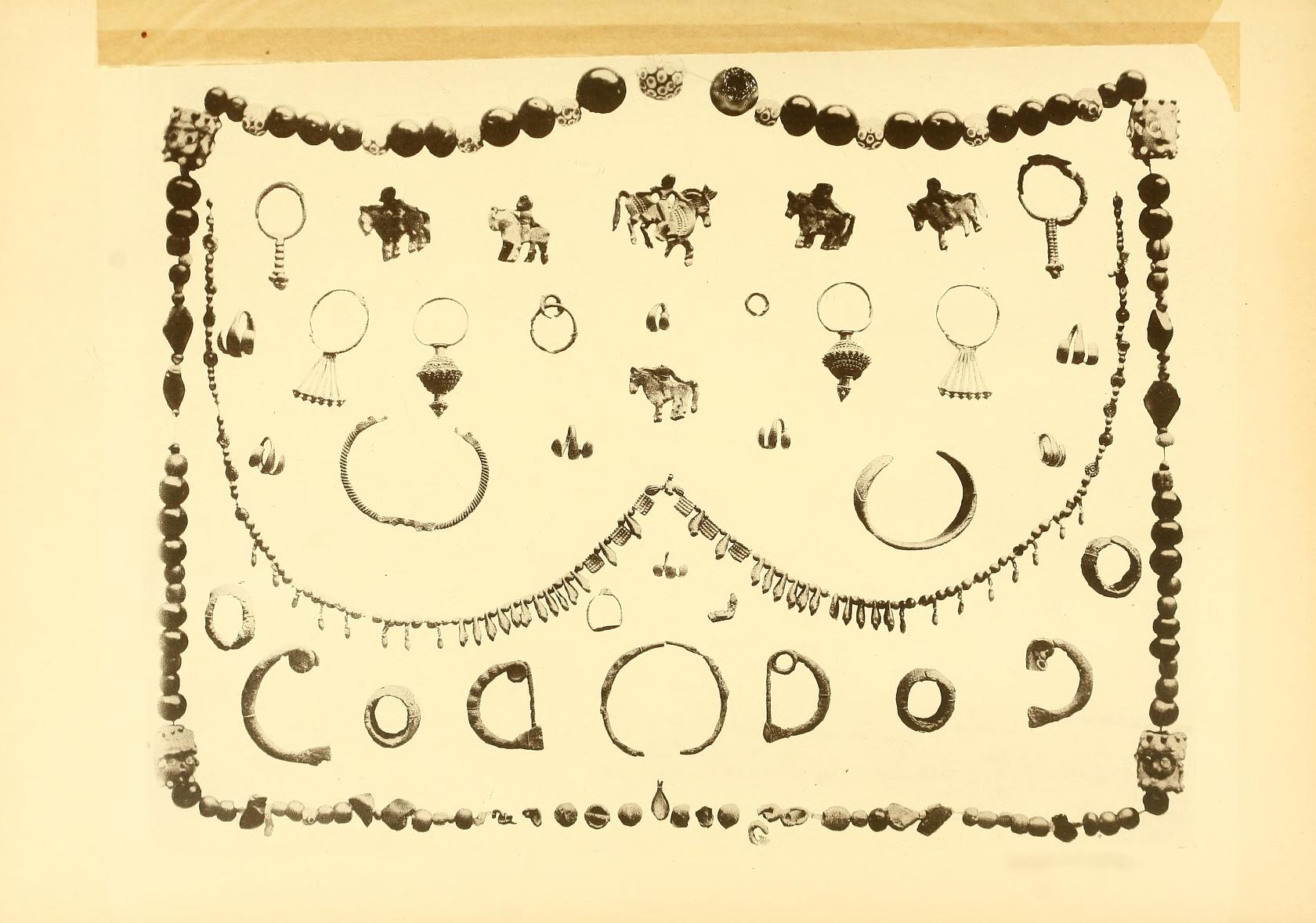
A Tbiliszi Kaukázus múzeum Kazbekiből való anyagának részlete (1902).
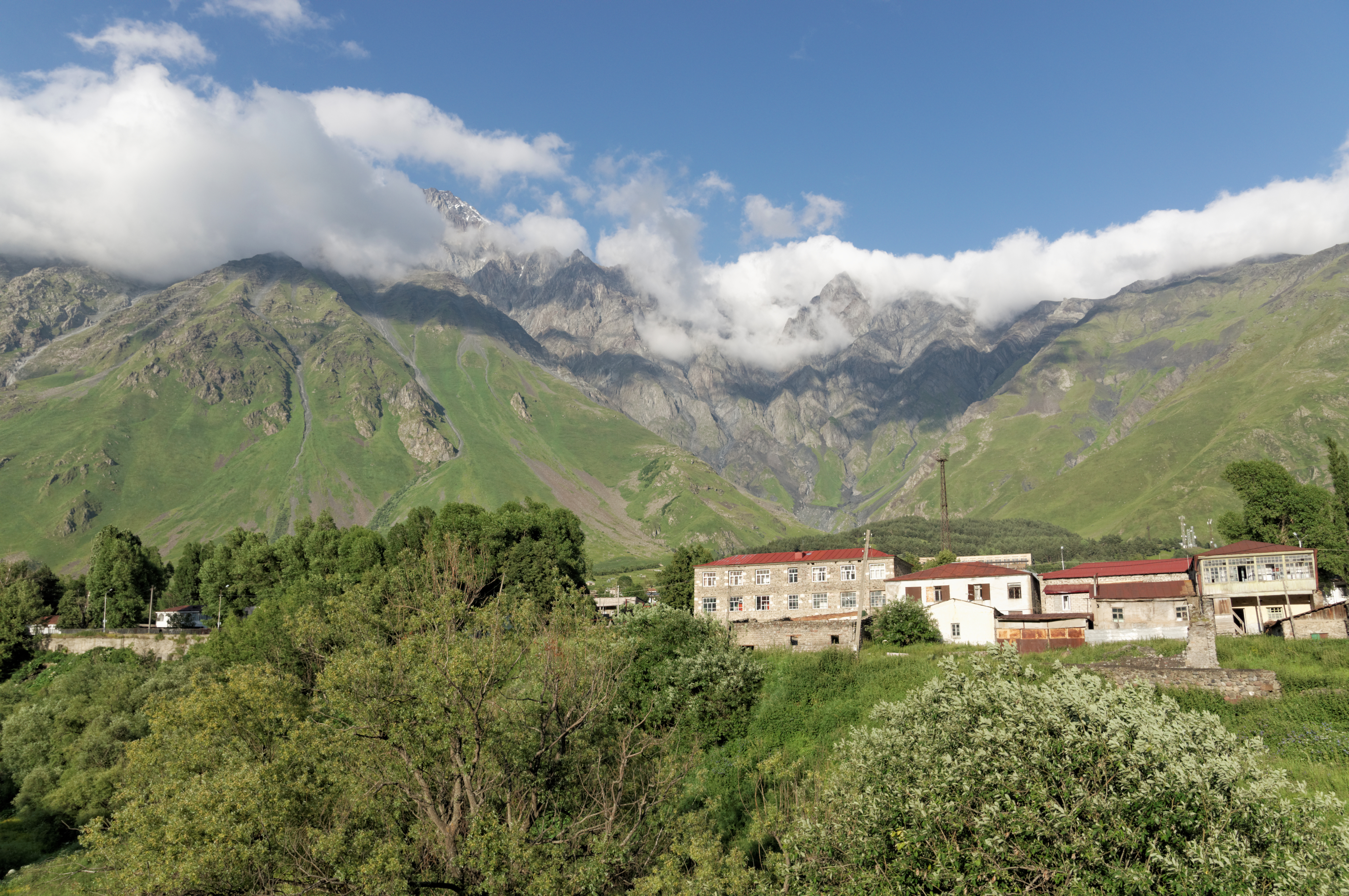
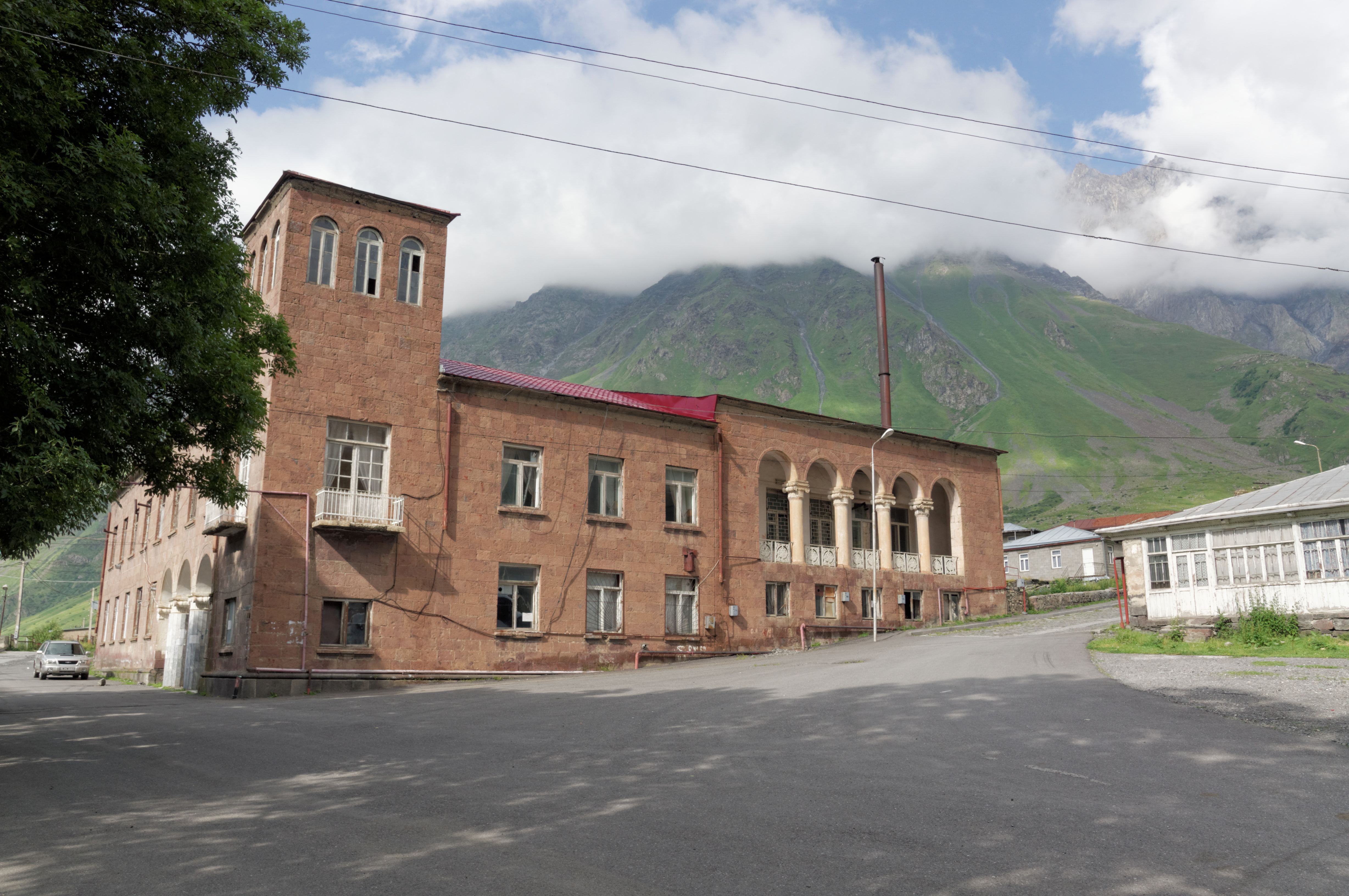
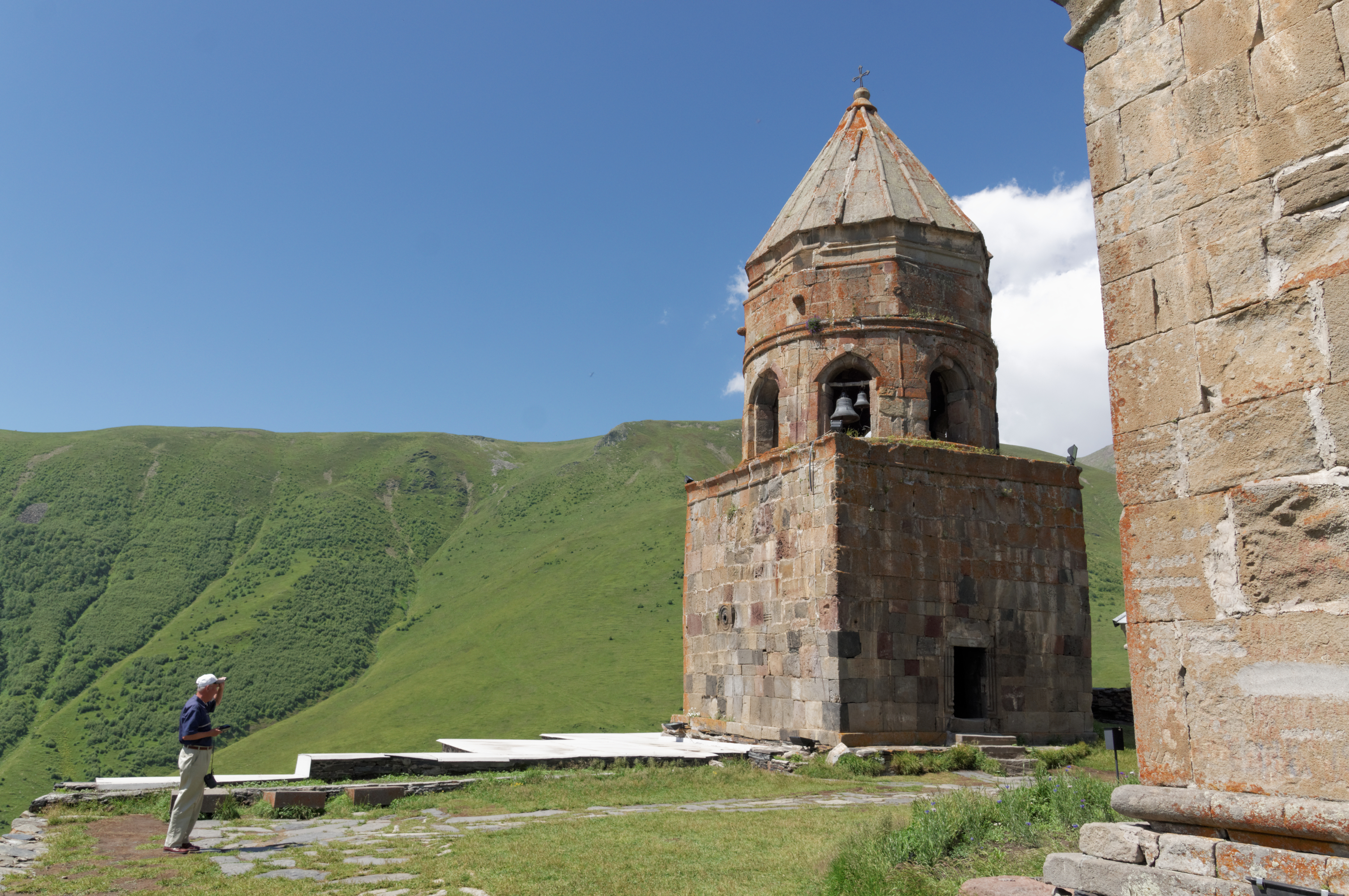
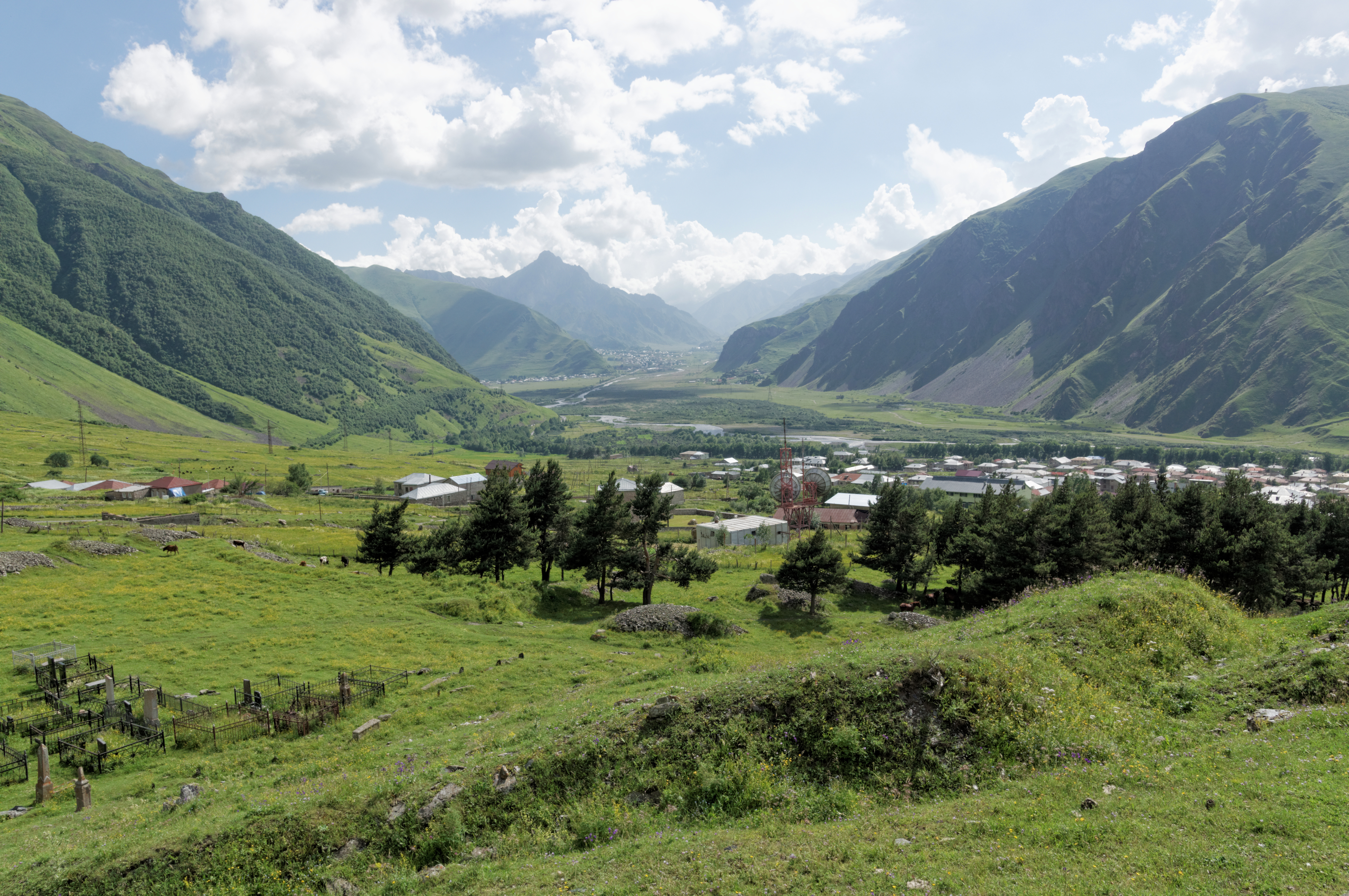

## Fordítás
- Ez a szócikk részben vagy egészben  a   Stepantsminda című angol Wikipédia-szócikk fordításán alapul.  Az eredeti cikk szerkesztőit annak laptörténete sorolja fel. Ez a jelzés csupán a megfogalmazás eredetét és a szerzői jogokat jelzi, nem szolgál a cikkben szereplő információk forrásmegjelöléseként.